# Diamond Hill
Cet article concerne la montagne irlandaise dans le Connemara. Pour la bataille en Afrique du Sud, voir Bataille de Diamond Hill.
Diamond Hill  ou Bengooria est une montagne de la chaîne des Twelve Bens ou Twelwe Pins située dans le Connemara, comté de Galway, en république d'Irlande. Culminant à une hauteur de 445 mètres, il fait partie du parc national du Connemara.

## Tourisme
L'ascension de Diamond Hill est accessible aux familles (1 heure 30 de marche), à travers des sentiers aménagés au milieu de tourbières à partir de la Maison du Parc située à Letterfrack.

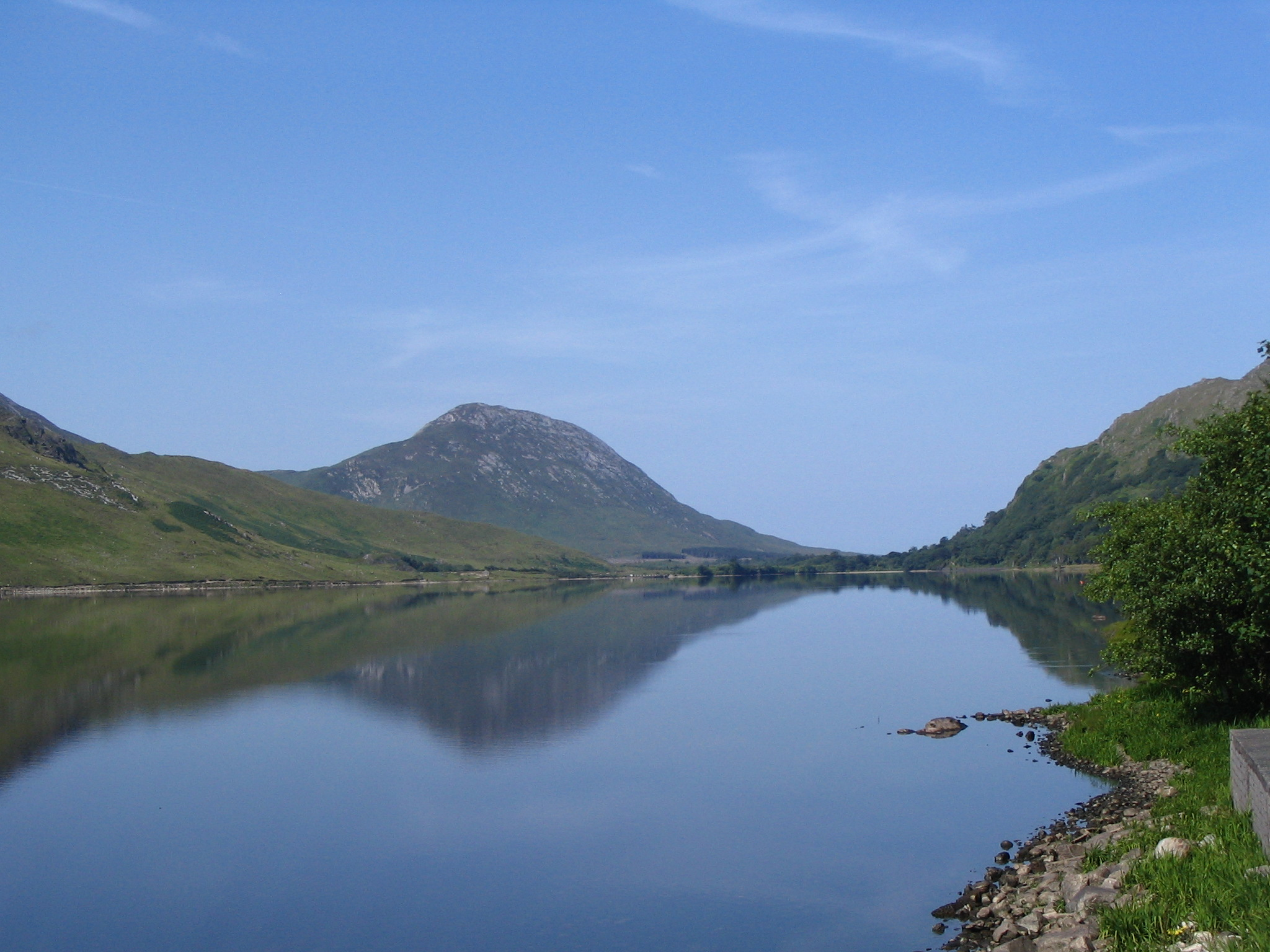
Diamond Hill à partir de Kylemore lough.
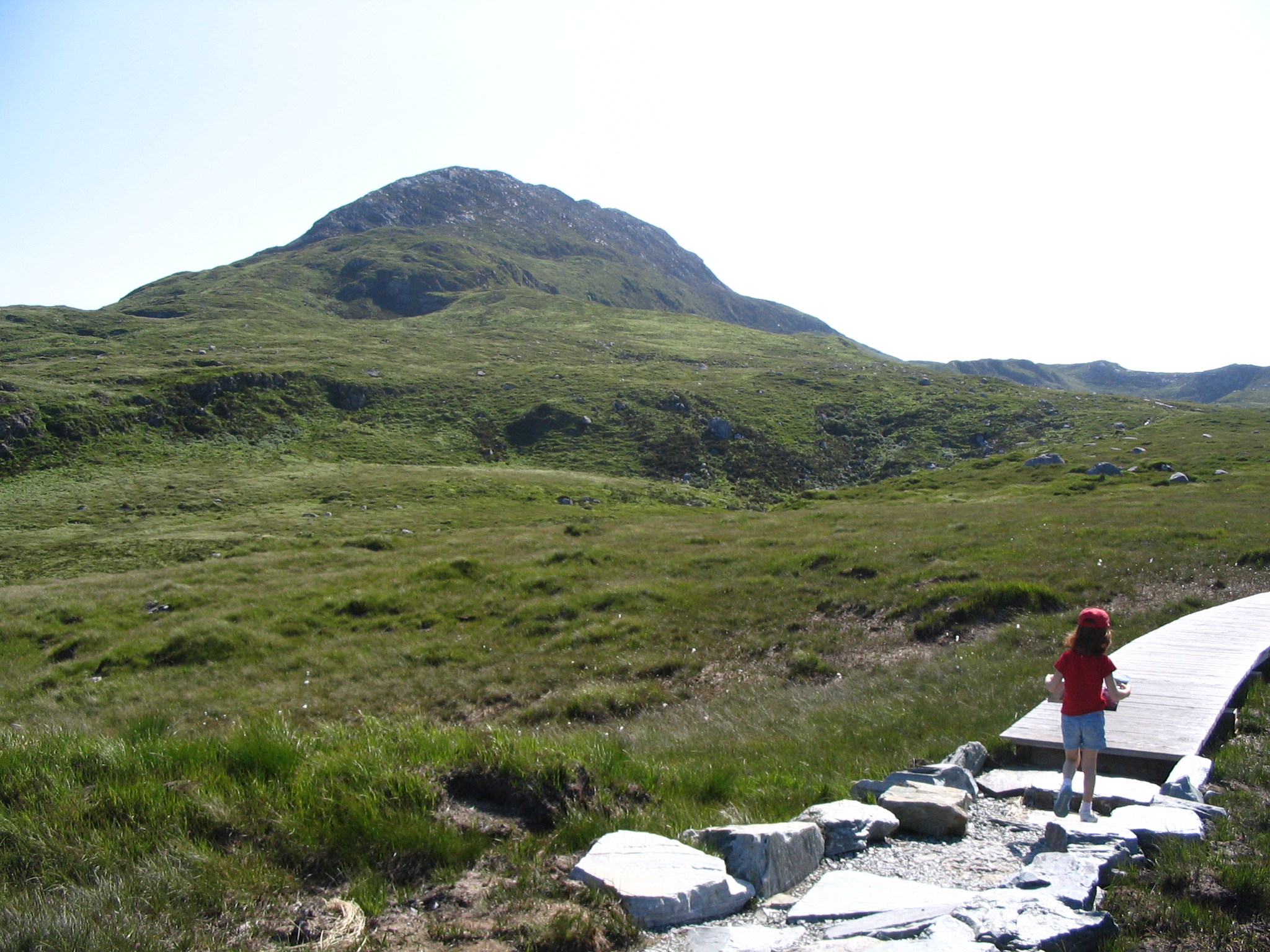
Tourbières du parc du Connemara et Diamond Hill.
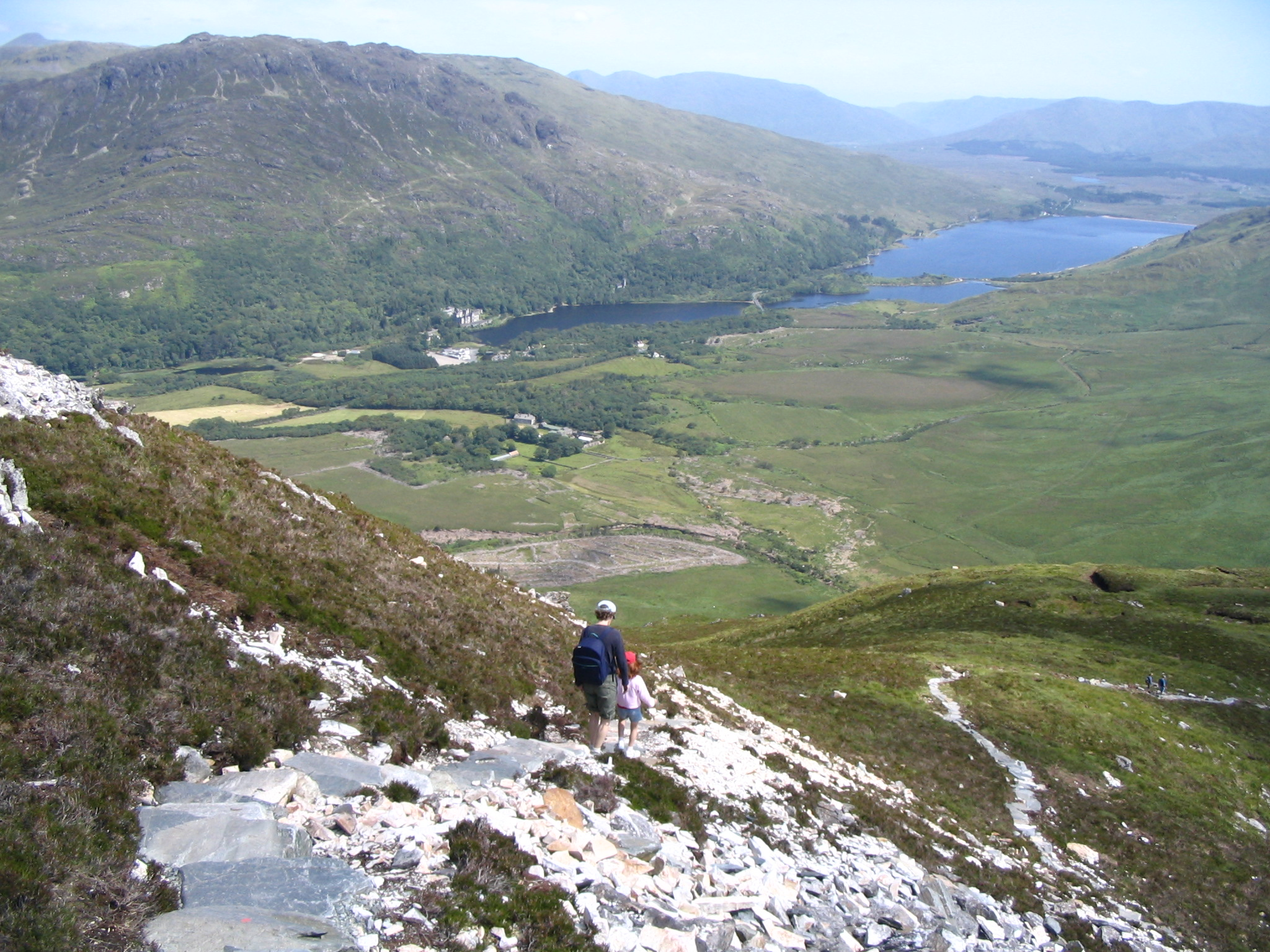
L'abbaye de Kylemore depuis Diamond Hill.